# SBus
SBus는 1990년을 전후해서 썬 마이크로시스템즈(Sun Microsystems, 썬)가 SPARC기반 컴퓨터에서 사용한 컴퓨터 버스 시스템이다. 1989년 썬은 고속 SPARC 프로세서에 이 고속 버스를 추가하여 Motorola 68020 및 68030 기반 시스템 및 초기 SPARC 박스에 사용된 VMEbus를 대체했다. 1990년 초에 Sun이 SPARC 하드웨어 설계를 공개하기 시작했을 때 SBus도 마찬가지로 표준화 되어 IEEE-1496이 되었다. 1997년 Sun은 SBus에서 PCI (Peripheral Component Interconnect) 버스로 마이그레이션 하기 시작했으며 전환되지 않은 기존의 SBus는 특별한 경우로 남아있다.

## 같이 보기
- PCI 익스프레스
- UART
- I2C